# Navigationsskolan i Mariehamn

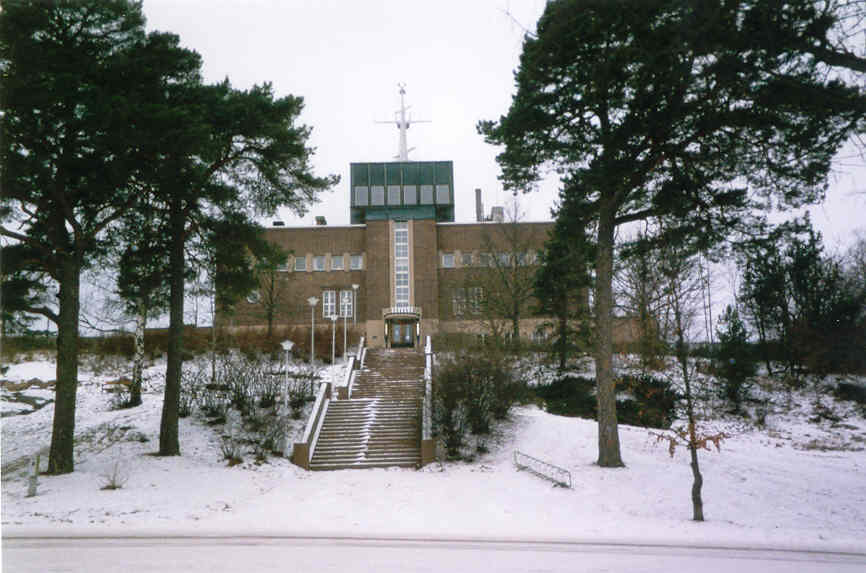
Navigationsskolan.

Navigationsskolan i Mariehamn, Åland uppfördes under åren 1937–1938 efter ritningar av arkitekt Lars Sonck. 1972 byggdes skolan om och arkitektfirman Elma och Erik Lindroos ritade ett mer indraget torn med en mast på toppen, som användes i skolans undervisning i navigation. Befälsutbildningen som fortfarande bedrivs i byggnaden har genomförts av olika läroinrättningar. Före 1944 hette den Högre navigationsskolan i Mariehamn, mellan 1944 och 2002 Ålands sjöfartsläroverk och sedan 2003 är den en del av Högskolan på Åland och Alandica Shipping Academy.

## Publikationer om byggnaden
- Navigationsskolan – arkitektur eller kitsch?, Jan Kåhre, utgiven 2019, okänd utgivare [4]